# Horka I
Pour les articles homonymes, voir Horka.
Horka I (en allemand : Horka) est une commune du district de Kutná Hora, dans la région de Bohême-Centrale, en République tchèque. Sa population s'élevait à 389 habitants en 2020.

## Géographie
Horka I se trouve à 9 km au nord-nord-est de Čáslav, à 13 km à l'est-nord-est de Kutná Hora et à 74 km à l'est-sud-est de Prague.
La commune est limitée par Horušice au nord, par Litošice et Brambory à l'est, par Bílé Podolí au sud, par Žehušice au sud et au sud-est, et par Rohozec à l'ouest.

## Histoire
La première mention écrite de la localité date de 1318.

## Administration
La commune se compose de trois quartiers :
- Horka I
- Borek
- Svobodná Ves

## Transports
Par la route, Horka I se trouve à 12,5 km de Čáslav, à 17 km de Kutná Hora et à 92 km de Prague.